# Miroslav Klinger
Miroslav Klinger (20. ledna 1893 Praha – 10. února 1979 Praha) byl český a československý sportovec, olympionik, politik Československé strany socialistické a poúnorový poslanec Národního shromáždění ČSR.

## Biografie
Působil jako dlouholetý přední funkcionář Sokola, aktivní sportovec a účastník olympijských her. Soutěžil za ČSR v Letních olympijských hrách v roce 1920 a Letních olympijských hrách v roce 1924. Na mistrovství světa v gymnastice získal několik medailí.
Za první republiky pracoval jako úředník ministerstva národní obrany, později ministerstva zdravotnictví a trvale zasedal ve vedoucích pozicích v Sokole. V letech 1927–1932 byl zástupcem náčelníka a pak v období let 1932–1939 náčelníkem Československé obce sokolské. Za druhé světové války byl vězněn v koncentračním táboře. Byl vězněn v Dachau a Buchenwaldu.
Po únorovém převratu v roce 1948 patřil k frakci tehdejší národně socialistické strany loajální vůči Komunistické straně Československa, která v národně socialistické straně převzala moc a proměnila ji na Československou socialistickou stranu coby spojence komunistického režimu. Z rozhodnutí Akčního výboru Národní fronty se stal generálním tajemníkem ČSS. V roce 1948 se uvádí jako úředník a člen předsednictva ČSS, bytem Praha. Z funkce generálního tajemníka ČSS byl odvolán v roce 1960. Šlo o výsledek tlaku KSČ proti socialistické straně a v ČSS došlo tehdy k několika dalším personálním výměnám.
Ve volbách roku 1948 byl zvolen do Národního shromáždění za ČSS ve volebním kraji Plzeň. Mandát získal i ve volbách v roce 1954 (nyní za volební obvod Praha-město). V parlamentu zasedal do konce funkčního období, tedy do voleb v roce 1960.